# Мартон Филеп
Мартон Филеп (мађ. Fülöp Márton; Будимпешта, 3. мај 1983 — Будимпешта, 12. новембар 2015) био је мађарски професионални фудбалер и играо је на позицији голмана.
Након играња у Мађарској, у МТК-а, БКВ и Шиофок, он се преселио у Енглеску, где је потписао уговор за Тотенхем из Лондона, који га је даље послао на позајмице у Честерфилд и Ковентри, затим у Сандерланд с којим је 2007. потписао званични уговор. Даља каријера се одвијала у исту земљу, али у другим клубовима. Играо је за разне клубове, Лестер, Стоук и Манчестер сити и код њих је исто био на позајмици, али тада из Сандерланда. Касније је потписао уговор за Ипсвич, из којег је наставио каријеру у Вест Бромич албион и ту се завршава његова професионална каријера у Енглеској. Његов професионални фудбал стао је у Грчкој, у Астерас.
Филеп је бранио и за своју земљу, прво за Мађарски млади тим, до 21. годину, а касније и за сениорску екипу. Њему је у јуну 2013. године оперисан рак руке. Филеп се од рака није опоравио и 12. новембра 2015. је изгубио битку и преминуо.

## Каријера

### Каријера у Мађарској
Филеп је рођен у Будимпешти и тренирао за МТК, клуб из његовог родног града. Био је члан тима у сезони 2001/2002, али није одиграо ни један лигашки меч. Између 2002. и 2004. године, Филеп је променио два мања клуба у Мађарској БКВ и Шиофок.

### Тотенхем хотспер
За Тотенхем је потписао у лето 2004. године из МТК. Дана 11. марта 2005. године, због повреде Карла Муглетона, он се придружио Честерфилду на позајмици од месец дана. Његов деби је био победа од 2:1 кући над Хадерсфилдом. Касније овај уговор је продужен до краја сезоне и он је одигро још седам утакмица за Честерфилд, пре враћања у Лондон.
Касније се придружио Ковентрију на три месеца, од 28. октобра 2005. године. У сезони 2005/2006. био је први избор Скај Блуза у првенству, са 31 наступом. Почетком 2006. године он је изјавио да не намерава да остане у Тотенхему, јер ће бити тешко да дође до стартне поставе због Робинсона, који је тада био први голман тима. Изразио је жељу да се придружи Ковентрију и потпише за зај тај клуб званични уговор.

### Сандерланд
Новембра 2006. године Филеп је потписао за Сандерланд, прво на позајмици од месец дана, а касније је потписао и званични уговор. Дебитовао је за Сандерленд 9. децембра у победи од 2:1 над Лутоном. Након тога, изразио је жељу да се придружи трајно Сандерланду. То се и десило, заједно са Сандерландом направљен је стални уговор за £ 900.000.
Филеп је потписао једногодишњи уговор за Лестер Сити 16. августа 2007. године, а два дана касније дебитовао на мечу против Кристал Паласа, који је окончан нерешено, са резултатом 2:2. Дана 1. септембра, голман је направио низ врхунских партија и био је два пута именован у шампионски тим недеље, 1. и 22. октобра.
Дана 21. децембра рекао је за Скај Спорт да је заинтересован за стални уговор са Лестером, а тај клуб му је након осам дана то и понудио.

### Ипсвич
Дана 2. августа 2010. године, објављено је да је Мартон потписао за Ипсвич. Његов деби за Ипсвич био је победа над Мидлсбром, 3:1.

### Вест Бромич албион
Након боравка у Ипсвич, 6. августа 2011. године потписао је уговор на годину дана са Вест Бромич Албионом. Дебитовао је за Вест Бром у Лига Купу, у победи свог тима са 4:1 над Бурнмутом. Његов следећи наступ за Вест Бром био је поново у Лига Купу против Евертона. Ту утакмицу Евертон је добио са 2:1.

### Астерас Триполи
Након Вест Брома, Филеп се преселио у Грчку, где је потписао уговор на две године за Астерас Триполи.

## Репрезентација
Филеп је дебитовао за Мађарску репрезентацију 31. маја 2005. године, где је на полувремену ушао уместо Габора Киралија, против Француске у пријатељском мечу на стадиону у Мецу. Тада није примио гол, али је Мађарска изгубила са 2:1.
| Такмичење            | Утакмице | Жути картон | Црвен картон | Примио гол | Није примио гол |
| -------------------- | -------- | ----------- | ------------ | ---------- | --------------- |
| Пријатељске утакмице | 14       | 0           | 0            | 17         | 5               |
| Квалификације за ЕП  | 7        | 1           | 0            | 12         | 2               |
| Квалификације за СП  | 3        | 0           | 0            | 0          | 3               |

## Болест и смрт
Године 2013. након што му је уклоњен тумор, он је објавио паузу у својој каријери, док је 2014. најавио повратак. Нажалост, 12. новембра 2015. изгубио је битку против болести и преминуо.